# Gara
Pour les articles homonymes, voir Gara (homonymie).
Gara (« Nous sommes » en basque) est un journal basque espagnol bilingue (espagnol/basque) édité dans la ville de Saint-Sébastien (Donostia) dans le pays basque espagnol.

## Historique
Le journal Gara possède 130 000 lecteurs quotidiens, et a été pour la première fois édité le 30 janvier 1999 à la suite de la fermeture illicite du journal à éditorial de gauche et pro-nationaliste basque Egin, qui avait été déclaré illégal par le juge Baltasar Garzón le 15 juillet 1998.
Le 12 mars 2004 est une date célèbre dans l'histoire du journal, une personne ayant communiqué avec Gara au nom d'ETA, niant toute participation d'ETA dans les attentats du 11 mars 2004 à Madrid. En effet, habituellement ETA fait paraître dans Gara les communiqués revendiquant les différentes actions de l'organisation.

## Voir également
- Egunkaria et son successeur Berria sont les seuls journaux entièrement en langue basque.
- Liste de journaux
- La « roche de Gara » est une plage dans le sud du comté de Devon